# Регионален исторически музей (Враца)
Вижте пояснителната страница за други значения на Регионален исторически музей.
Регионалният исторически музей във Враца съществува от 1953 г.
Намира се в централната част на града, в полите на Врачанския Балкан. Включен е в Стоте национални туристически обекта. Сградата е сред малкото в България, която е специално проектирана и изградена за музей. Освен в централната сграда, експозициите му са разположени и в още 8 обекта, обединени в два комплекса. Музеят провежда археологически проучвания. В сградата му се намира и Художествената галерия „Иван Фунев“.

## Експозиции на музея
Музеят е разделен на секции (зали), които проследяват различни етапи от развитието на региона. Има 10 отдела, от които 7 са специализирани.
Започва се с праисторията, следва тракийското присъствие в Северозападна България (Царството на трибалите). В специална зала се съхранява Рогозенското съкровище (най-голямото открито тракийско съкровище), както и находките от Могиланската могила.
Някои от другите екпозиции:
- „Враца и регионът през Първото и Второто българско царство“,
- „Враца през Възраждането“ – участието в първите бунтове от църковната борба,
- „Ботев и неговата чета“,
- Етнографско-възрожденски комплекс „Свети Софроний Врачански“.

Съществувала е секция „Антифашистка борба“ преди 1990 г.
- Плочката от Градешница
- Част от Рогозенското съкровище
- Рогозенско съкровище
- Наколенник от Могиланската могила
- Златен венец от Могиланската могила